# Feria Internacional del Aire y del Espacio

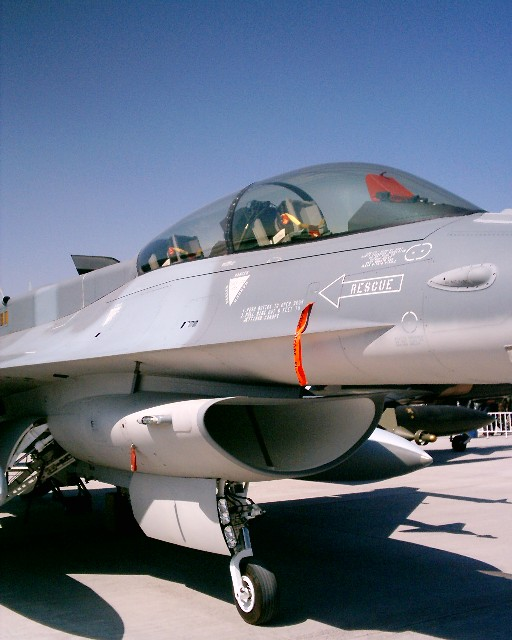
F-16 chileno en FIDAE 2006.

La Feria Internacional del Aire y del Espacio (FIDAE) es una exposición de tecnología aeroespacial y de defensa que se realiza cada dos años en Chile. 
Sirve de plataforma comercial, siendo el líder de América Latina dados los años de trayectoria y el importante número de expositores representando a empresas y países, así como una muestra a la que puede asistir el público en general. Actualmente se realiza en la II Brigada Aérea de la FACh, a un costado del Aeropuerto Internacional Arturo Merino Benítez en la ciudad de Santiago.
Es la feria aeronáutica más importante de iberoamérica y el hemisferio sur, así como la tercera más importante a nivel mundial.

## Historia

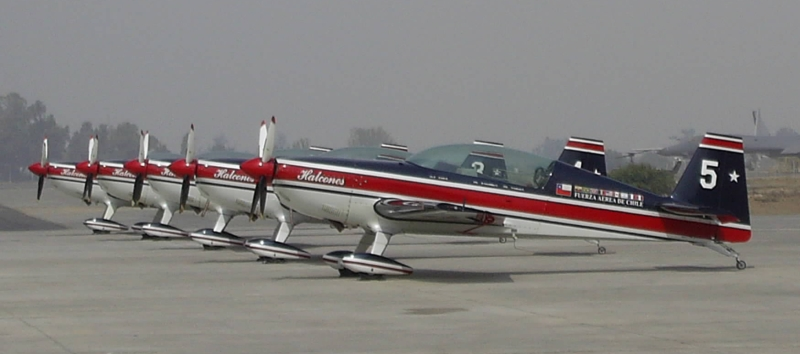
Halcones en FIDAE 2006.

En 1980, la Fuerza Aérea de Chile decide celebrar sus 50 años de existencia con una muestra de aeronaves. En ese entonces a la exposición se le llamó FIDA (Feria Internacional del Aire). Trece países participaron y asistieron alrededor de 115 000 personas visitantes. 
El nombre FIDA cambió a FIDAE, acrónimo de Feria Internacional del Aire y del Espacio, en 1990; en esta sexta versión, la muestra aumentó y sumaba 21 países participantes, interesados en ofrecer sus aviones de combate en la región, debido a la existencia de un inventario obsoleto en la Fuerza Aérea de varios países de América del Sur, que estaban interesados en modernizar sus equipos militares.

## Relevancia
FIDAE, que cuenta con el respaldo del Gobierno de Chile y la Fuerza Aérea de Chile, se encuentra dentro de las cinco más importantes a nivel mundial, presentando las últimas tecnologías aeroespaciales y de defensa, liderando en Latinoamérica respecto a exposiciones de la misma naturaleza. La tecnología comprende: aviación civil y comercial, defensa, tecnología espacial, mantenimiento de aeronaves y equipamiento aeroportuario. Además de la muestra estática sobre la pista a manera de museo, se realizan exhibiciones aéreas, de varios equipos de acrobacias aéreas de países vecinos, aviones de combate y aviones comerciales, para ofrecerles a las empresas de aviación de la región.

## Versiones

### Versión 2006

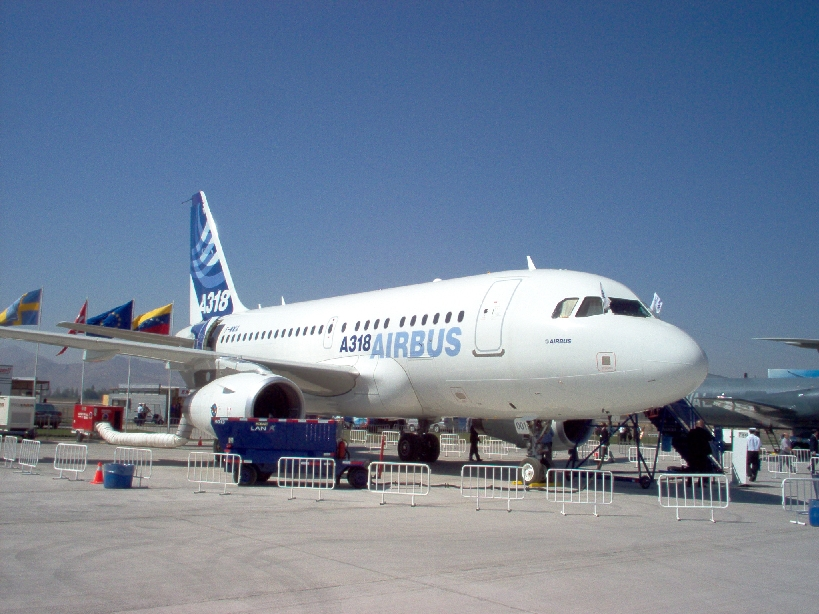
Airbus A318 en FIDAE 2006.

En la versión del año 2006 se marcaron varios récords de asistencia, tanto en asistencia de público, empresarios y como en el número de países participantes: 134.000 personas disfrutaron del despliegue de lo último en tecnología, para la venta a los países de la región, 45 países participaron y 379 empresas (20% nacionales y 80% internacionales) se hicieron partícipes de la muestra, que contó con aeronaves del tipo caza, helicópteros de rescate, transporte y policía, aviones de transporte, comerciales de pasajeros, deportivos, de transporte de ejecutivos VIP y otros, como el bombardero Tornado de la RAF o los caza en Ala Delta Dassault, Mirage 2000 de Francia. Mientras se concretaban nuevos negocios, para equipar a la Fuerza Aérea y empresas de aviación comercial, de los países de la región, el público asistente disfrutaba con sus familias de una novedosa alternativa de entretención.

### Versión 2008

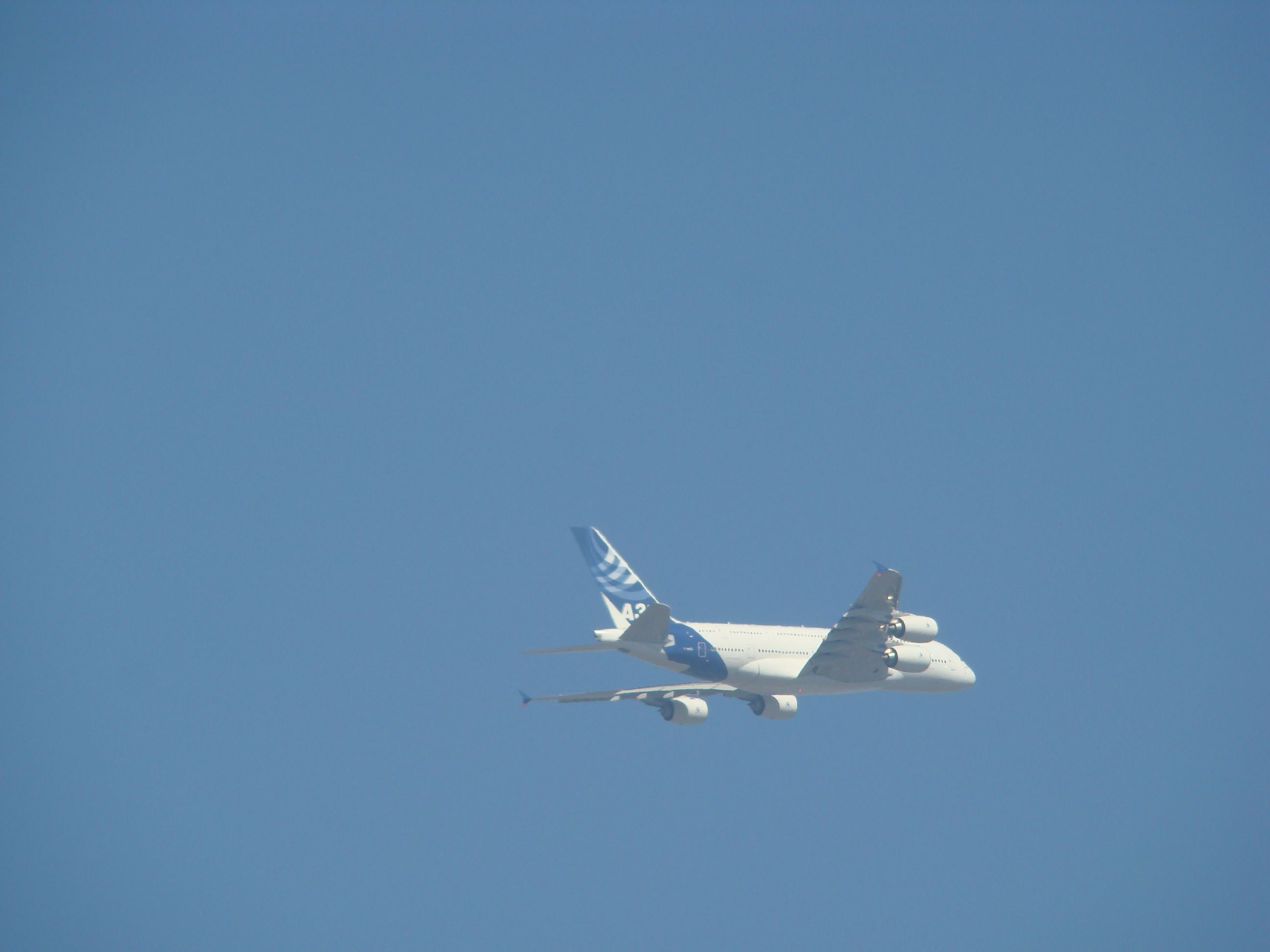
Airbus A380.

La FIDAE 2008 se desarrolló entre el 31 de marzo y el 6 de abril en las instalaciones del grupo 10 de la FACh. Este año la muestra careció de la amplia variedad de aeronaves de combate a la que tenía acostumbrado al público, destacándose la participación de la aviación comercial, por sobre la militar, con la presencia de unos de los primeros A-380 fabricados, además de una maqueta a escala real del Boeing 787 con los colores e interiores de LAN Airlines. En cuanto a presencia extranjera, la Fuerza Aérea de Estados Unidos (USAF) exhibió cazabombarderos F-15E Strike Eagle, bombarderos B-1B Lancer entre otros; la Royal Air Force estuvo presente con un E-3 Sentry (AWACS).
Rusia presentó sólo como maquetas, sus aviones de combate de largo alcance Su-30 para ofrecerlos en el mercado regional, el nuevo caza Su-35 y el nuevo bombardero Su-34 de cabina biplaza, junto con sistemas de armas, misiles y sistemas de Radar, para participar en una licitación internacional, para equipar a la Fuerza Aérea de Brasil y otros países de la región, como Venezuela y Ecuador, que necesitan modernizar su Fuerza Aérea. Suecia presentó -también como maqueta- el caza en Ala Delta Gripen, como alternativa de compra al caza F-16, para ofrecerlo en varios países de América del Sur, un mercado emergente que necesita modernizar sus equipos de defensa.

### Versión 2010
La FIDAE 2010 se desarrolló entre el 23 de marzo y el 28 de marzo en las instalaciones del grupo 10 de la FACh. En este año FIDAE creó un eslogan FIDAE de la Solidaridad con el cual se reunía todo el dinero posible para ayudar a las víctimas del terremoto de Chile de 2010.
También se presentaron gran variedad de aeronaves de combate de diferentes países, como el nuevo caza furtivo F-22 Raptor que supuestamente se presentaría solo hasta el día viernes 26 de marzo, pero la aeronave se presentó también el día sábado y domingo, para que todo el público pudiera ver la aeronave supersónica, equipada con la tecnología más avanzada del mundo. La otra aeronave comercial que se presentó fue de la compañía Airbus A330-200F. 
La atracción de la aviación militar, fueron nuevamente los F-16 chilenos, al no concurrir a la muestra los anunciados en su momento, otras aeronaves de Europa presentes en ferias anteriores como los Tornado de la RAF o los Dassault, Mirage 2000, siendo notable la ausencia de otros aviones de guerra en esta versión. 

### Versión 2012
Esta versión se desarrolló entre el 27 de marzo y el 1 de abril en las instalaciones del grupo 10 de la FACH. 
Este año muestra menos variedad de aviones de combate y más aviones comerciales, donde cobraron protagonismo el A380 y el Boeing 787 el cual este último quedó en la feria hasta el día en público en general lo cual mucha gente pudo conocer de cerca este avión. No obstante en que el avión de Airbus el cual se retiró el día anterior al público general, pero cabe decir que en una de sus presentaciones este avión despegó para hacer una pasada a baja velocidad en el Aeropuerto Carriel Sur. 
Otras de las atracciones que llamó la atención del público fue el carguero A-400M .

### Versión 2014

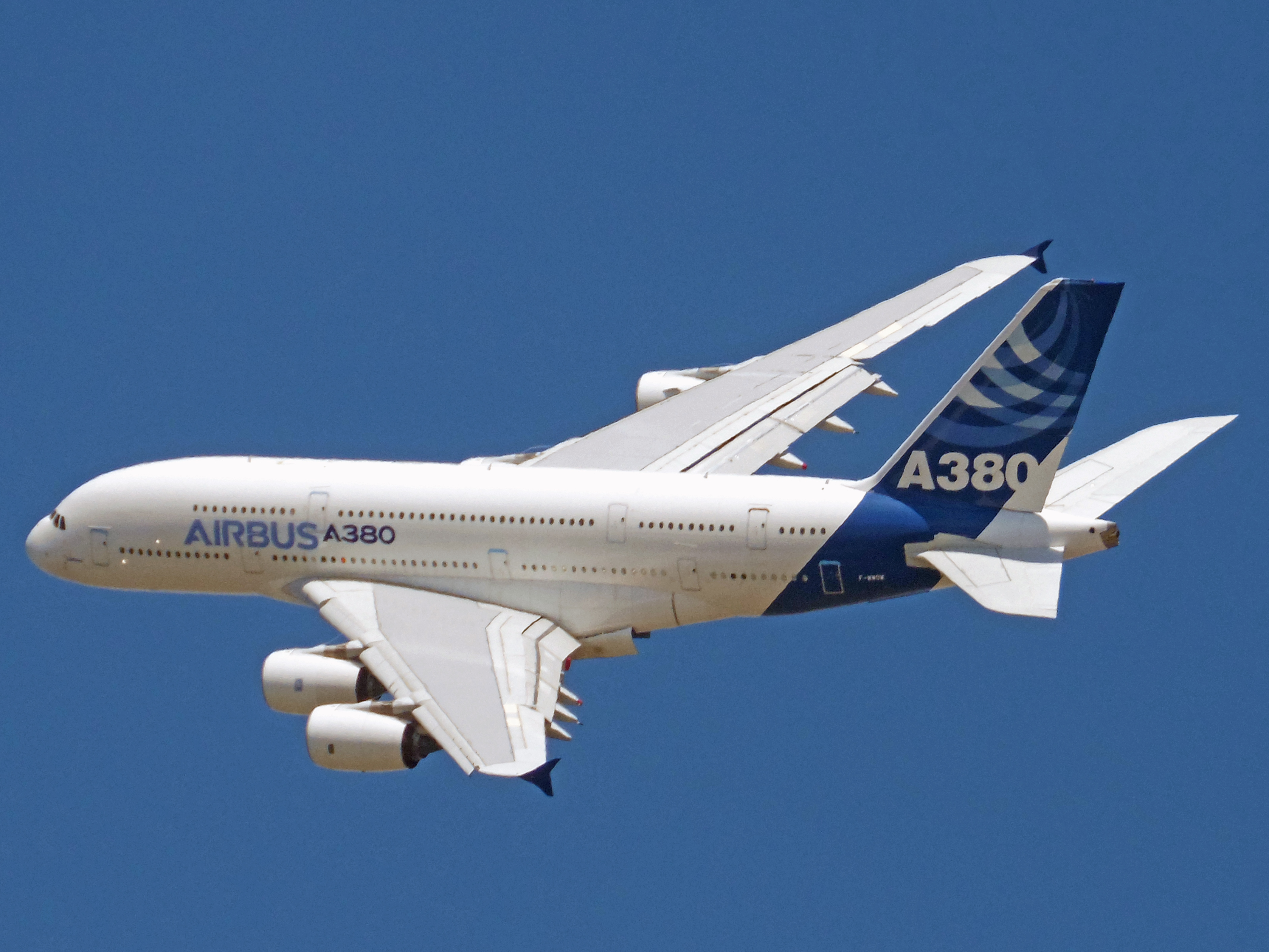
Vuelo de demostración del Airbus A380 en FIDAE 2014.

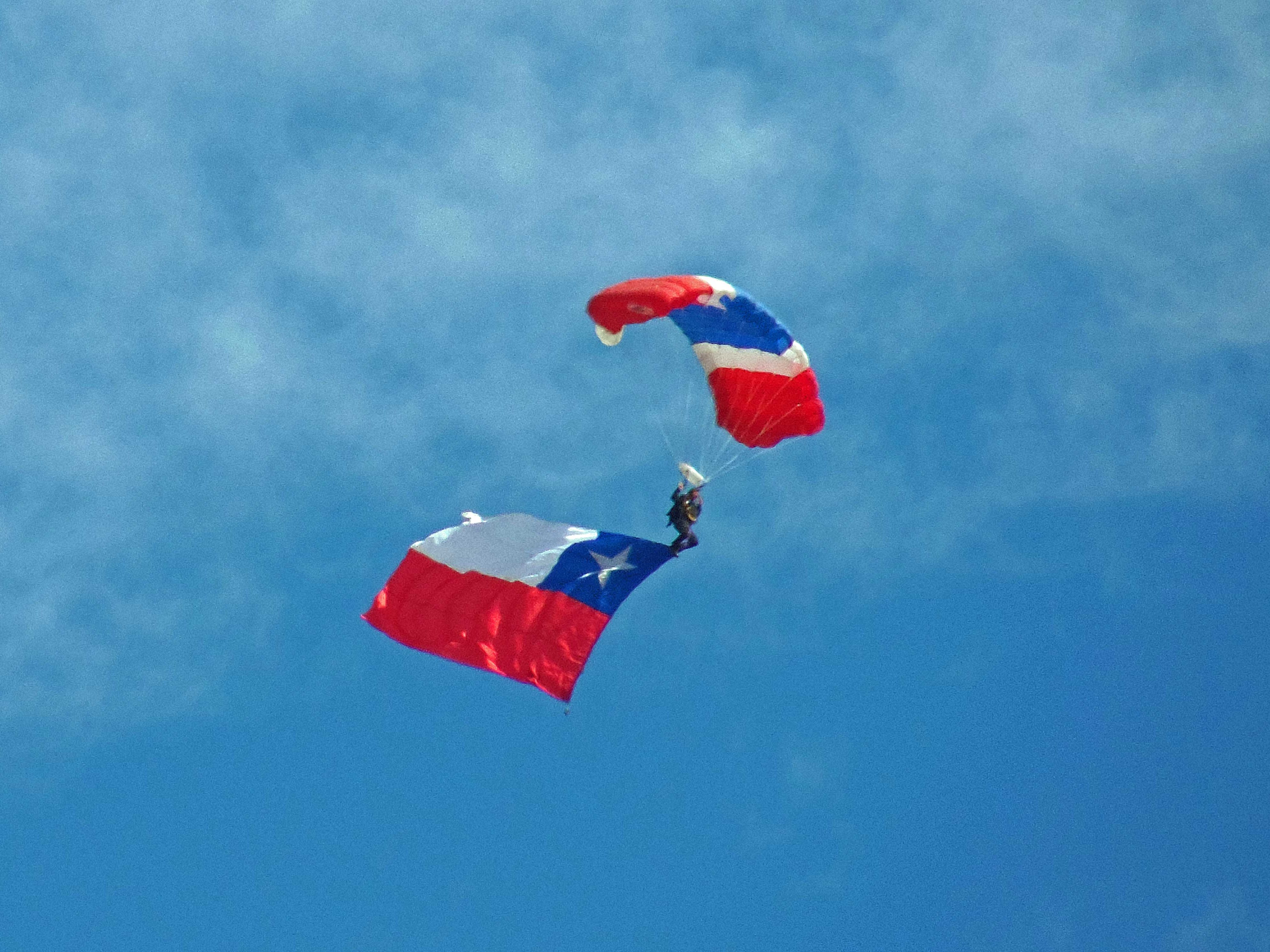
Miembro de la Escuadrilla de Paracaidismo "Boinas Azules" durante su presentación en FIDAE 2014

La XVIII versión de FIDAE se realizó entre el 25 de marzo y el 30 de marzo, habiendo participado numerosas aeronaves de países como Italia, Estados Unidos, Suiza, Argentina, Brasil, Francia y Rusia.
Esta FIDAE sería de utilidad para la Fuerza Aérea de Chile, ya que serviría para elegir finalmente al candidato que reemplazaría al hasta ahora austral F-5E-F Tiger III. 
Uno de los hechos que destacó en esta edición es la tercera visita del Airbus A380, destacando igualmente las presentaciones de Yves Rossy (más conocido como Jet Man), la Escuadrilla de Paracaidismo "Boinas Azules", y la escuadrilla de acrobacia argentina Hangar del Cielo.
La feria además contó con una amplia gama de aviones militares y ejecutivos, así como helicópteros para fines civiles.
Entre los invitados a la versión de la bienal sobresale el cantante y líder de Iron Maiden, Bruce Dickinson, quien impartiró la conferencia “Creative Business and Innovation”. Dickinson ha señalado en su portal de YouTube "Voy a estar en marzo en la FIDAE, donde voy a estar hablado de aviación. Si no te gustan esos temas no esperes que hable de rock n' roll, Será sólo de aviones", descartando cualquier temática musical.
Otras conferencias a realizarse serán la VIII "Wings of Change", impartida por la IATA, y la II Conferencia Espacial.

### Versión 2016
FIDAE 2016 tuvo grandes sorpresas en sus cielos, muestras estáticas y una considerable mejora en la accesibilidad, una de las versiones que será recordada por las nuevas generaciones y que lamentablemente estuvo muy marcada por el factor climático. la XIV° Versión se realizó entre el entre el 29 de Marzo y el 03 de Abril del 2016 en la II Brigada Aérea de la Fuerza Aérea de Chile. Una marcada presencia de la Fuerza Aérea de los Estados Unidos con sus colosos KC-10 Extender (3 unidades), el C-17 Globemaster III, el Súper Hércules C-130J más largo y más veloz que la versión H, el espectacular Boeing B-52 Stratofortress, su magnífico sobrevuelo con una impresionante precisión y la aeronave de 5ta generación F-22 Raptor se llevaron todas las miradas de grandes y chicos y una aeronave no tripulada General Atomics MQ-1 Predator.

### Versión 2018
La Feria Internacional del Aire y del Espacio conmemoró su 20° versión desde la creación en 1980, pasando por tres ubicaciones a lo largo de su historia. Realizada entre el 03 y el 08 de abril en la II Brigada Aérea, Pudahuel. FIDAE 2018 revivió el interés del público ante tal increíble evento de nivel internacional en el mundo aeronáutico.

### Versión 2020
La FIDAE de los 40 años que no vió la luz y se canceló a pocos días de su realización luego de 2 años de preparación debido a la pandemia Covid-19.

### Versión 2022
La vigésima segunda edición de la Feria Internacional del Aire y del Espacio, FIDAE 2022, que se llevo a cabo entre el 05 al 10 de abril de 2022, Además, y debido a la pandemia del SARS-CoV-2, en esta edición de FIDAE se tomo la decisión de bajar el precio a las entradas de adulto y niños y tercera edad (-11% y -25%). Esta edición fue muy interesante debido a que como el país estaba saliendo de la pandemia de Covid-19, solo el mayor protagonista fue el F-22 Raptor.
Debido a la condena chilena de la invasión rusa de Ucrania, el presidente de entonces, decidió revocar la invitación de Rusia y las mismas empresas rusas al festival.

### Versión 2024
La vigésima tercera edición de la FIDAE Santiago 2024 se desarrollará con la polémica. En esta organización se contará con 105 aeronaves por medio de 260 delegaciones correspondiente a 47 países participantes. No obstante, cuestionada es la exclusión de Israel en la feria a petición del Presidente Gabriel Boric, debido a la intervención israelí en Gaza, causando indignación en empresas privadas de investigación aeronáutica y espacial.